# Mycomya kyan
Mycomya kyan är en tvåvingeart som beskrevs av Vaisanen 1996. Mycomya kyan ingår i släktet Mycomya och familjen svampmyggor.
Artens utbredningsområde är Myanmar. Inga underarter finns listade i Catalogue of Life.